# Coppa Mitropa 1971-1972
La Coppa Mitropa 1971-1972 fu la trentaduesima edizione del torneo e venne vinta dagli jugoslavi del Celik Zenica, alla seconda vittoria nella competizione.
Visto lo scarso interesse, si cercò di rilanciare con una nuova formula con meno squadre e una piccola fase a gironi.
Ognuna delle cinque nazioni aveva un posto disponibile, cui si aggiungeva la detentrice.

## Partecipanti
| Nazione                   | Squadra                       | Campionato                                                      | Note                                |
| ------------------------- | ----------------------------- | --------------------------------------------------------------- | ----------------------------------- |
| Cecoslovacchia (bandiera) | SK Sparta Praha               | 4º campionato di Cecoslovacchia 1970-71                         |                                     |
| Italia (bandiera)         | AC Fiorentina                 | 13º campionato d'Italia 1970-71                                 |                                     |
| Jugoslavia (bandiera)     | Celik Zenica Partizan Beograd | Qualificata come detentrice 5º campionato di Jugoslavia 1970-71 | 9º campionato di Jugoslavia 1970-71 |
| Ungheria (bandiera)       | Honvéd                        | 4º campionato d'Ungheria 1970-71                                |                                     |
| Austria (bandiera)        | First Vienna FC               | 4º campionato d'Austria 1970-71                                 |                                     |

## Torneo

### Fase a gironi

#### Gruppo A
Risultati
| Squadra 1       | Totale | Squadra 2       | Andata | Ritorno |
| --------------- | ------ | --------------- | ------ | ------- |
| SK Sparta Praha | -      | Honvéd          | 2 - 3  | 1 - 2   |
| Honvéd          | -      | Čelik Zenica    | 3 - 0  | 0 - 3   |
| Čelik Zenica    | -      | SK Sparta Praha | 2 - 0  | 2 - 0   |

Classifica
| Squadra         | P.ti | G | V | P | S | GF | GS | DR |
| --------------- | ---- | - | - | - | - | -- | -- | -- |
| Čelik Zenica    | 6    | 4 | 3 | 0 | 1 | 7  | 3  | +4 |
| Honvéd          | 6    | 4 | 3 | 0 | 1 | 8  | 6  | +2 |
| SK Sparta Praha | 0    | 4 | 0 | 0 | 4 | 3  | 9  | -6 |

#### Gruppo B
Risultati
| Squadra 1        | Totale | Squadra 2        | Andata | Ritorno |
| ---------------- | ------ | ---------------- | ------ | ------- |
| First Vienna FC  | -      | AC Fiorentina    | 0 - 3  | 1 - 2   |
| AC Fiorentina    | -      | Partizan Beograd | 3 - 0  | 1 - 2   |
| Partizan Beograd | -      | First Vienna FC  | 3 - 0  | 4 - 1   |

Classifica
| Squadra          | P.ti | G | V | P | S | GF | GS | DR  |
| ---------------- | ---- | - | - | - | - | -- | -- | --- |
| AC Fiorentina    | 6    | 4 | 3 | 0 | 1 | 9  | 3  | +6  |
| Partizan Beograd | 6    | 4 | 3 | 0 | 1 | 9  | 5  | +4  |
| First Vienna FC  | 0    | 4 | 0 | 0 | 4 | 2  | 12 | -10 |

### Finale
Gare giocate il 23 agosto e 4 ottobre
| Squadra 1     | Totale | Squadra 2    | Andata | Ritorno |
| ------------- | ------ | ------------ | ------ | ------- |
| AC Fiorentina | 0 - 1  | Celik Zenica | 0 - 0  | 0 - 1   |

#### Andata
| 23 agosto 1972 | Fiorentina | 0 – 0 | Čelik Zenica |  |

#### Ritorno
| Arbitro: | : Marshall (Austria) |

|                  |           |  |
| Galijašević 88'’ | Marcatori |  |

| Celik Zenica | Fiorentina |

|                |    |             |  |
|                |    |             |  |
|                | 1  | Vujačić     |  |
|                | 2  | Pelez       |  |
|                | 3  | Talić       |  |
|                | 4  | Galijašević |  |
|                | 5  | Haiduk      |  |
|                | 6  | Muškić      |  |
|                | 7  | Buza        |  |
|                | 8  | Brdarević   |  |
|                | 9  | Renić       |  |
|                | 10 | Gavran      |  |
|                | 11 | Bajrić      |  |
|                |    |             |  |
|                |    |             |  |
| Allenatore:    |    |             |  |
| Marcel Žigante |    |             |  |

|               |    |                          |  |
|               |    |                          |  |
|               | 1  | Franco Superchi          |  |
|               | 2  | Giancarlo Galdiolo       |  |
|               | 3  | Giuseppe Longoni         |  |
|               | 4  | Nevio Scala              |  |
|               | 5  | Giuseppe Brizi           |  |
|               | 6  | Andrea Orlandini         |  |
|               | 7  | Mario Perego             |  |
|               | 8  | Claudio Merlo            |  |
|               | 9  | Sergio Clerici           |  |
|               | 10 | Giancarlo De Sisti       |  |
|               | 11 | Angelo Benedicto Sormani |  |
|               |    |                          |  |
|               |    |                          |  |
| Allenatore:   |    |                          |  |
| Nils Liedholm |    |                          |  |

## Classifica marcatori
|  | Gol | Marcatore        | Squadra          |
|  | --- | ---------------- | ---------------- |
|  | 5   | Luciano Chiarugi | AC Fiorentina    |
|  | 3   | Lajos Kocsis     | Honvéd           |
|  | 2   | Dino D'Alessi    | AC Fiorentina    |
|  | 2   | Mate Gavran      | Celik Zenica     |
|  | 2   | Nenad Bjeković   | Partizan Beograd |
|  | 2   | Nenad Cvetković  | Partizan Beograd |
|  | 2   | Svemir Djordic   | Partizan Beograd |
|  | 2   | Aloise Renich    | Celik Zenica     |
|  |     |                  |                  |